# Серио, Патрик
Патри́к Серио́ (фр. Patrick Sériot; род. 14 февраля 1949, Венсен) — швейцарский лингвист, специалист в области славянского языкознания, анализа дискурса, истории лингвистических учений.
Профессор Лозаннского университета, заведующий Отделением славянской лингвистики, руководитель Научно-исследовательского центра по истории и сравнительной эпистемологии языкознания Центральной и Восточной Европы (CRECLECO). Центр ведёт научную и исследовательскую работу по следующим основным направлениям: история и сравнительная эпистемология общей лингвистики, славянского языкознания, семиотики, истории идей.
Исследования Патрика Серио и его Центра главным образом касаются исторической эпистемологии языкознания и «дискурса о языке» в России и СССР, а также в других славянских странах. Эпистемологический метод, разрабатываемый Патриком Серио, состоит в попытке конструирования объекта, который бы связывал знания о языке со знаниями о культурном, историческом и социальном контексте наук о языке.

## Основные работы
- Sériot, Patrick 1985. Analyse du discours politique soviétique. Paris : IMSECO.
- Sériot, Patrick 1999. Structure Et Totalité: Les Origines Intellectuelles Du Structuralisme En Europe Centrale Et Orientale. Paris: Presses universitaires de France.
- Серио, Патрик 2001. Структура и целостность: об интеллектуальных истоках структурализма в Центральной и Восточной Европе: 1920-30-е гг. — Москва: Языки славянской культуры.